# 甲型流感病毒H5N6亞型
H5N6是一种甲型流感病毒（有时称为禽流感）的亞种。

## 報告時序

### 2016年
在2016年，全球各地皆有對H5N6、甲型流感病毒H5N8亞型和H7N9病毒的個案。同年11月22日，韩国爆發H5N6，许多個案被报告。該年11月和12月，中国出現了大量人類感染H5N6的個案。雀鸟方面，由於自2016年10月起，出現了四宗H5N6於雀鸟间爆发的個案，中央政府人道毀滅逾170,000隻禽鸟。
2016年12月，韩国首度提升其禽流感疫情警报至最高级别。這是因为高致病性的H5N6禽流感在一个月前爆发。同月，有在香港的個案报告了有鸟粪被验出含H5N6禽流感病毒。

### 2017年
在澳大利亚進行的确认试验证实了在2017年8月於菲律賓邦板牙省爆發的禽流感的病原体是H5N6。

### 2020年
1月以來在中國大陸新疆發生多宗H5N6禽流感疫情，其中20日農業農村部新聞辦公室發布第三宗報告，位置在昌吉市瑪納斯縣蘭州灣鎮濕地，13隻發病的野生天鵝全部死亡。

### 2021年
8月20日，中華人民共和國廣東省衛健委通報惠州市一例H5N6感染個案，患者為一52岁婦女，該通報文章稱，目前該患者正在惠州市的定点医院接受治疗。
9月22日，中华人民共和国廣東省衛健委通報了东莞市一名53歲男性感染了H5N6流感病毒。中華民國衛生福利部疾病管制署在事發後警告，民眾在當地旅行時應盡可能避免進出活禽市場。
10月28日，中華人民共和國广东省卫生健康委通报指，东莞市新增1例H5N6感染病例。澳門衛生局其後發表文章稱，該局會持續和國家及鄰近地區的衛生部門、世界衛生組織保持緊密聯繫，密切監測各地和澳門的H7N9疫情。
据路透社12月9日报道，澳门卫生局日前发表声明称，2021年11月中华人民共和国四川省通报了一名H5N6感染死亡病例。该病例为一名54岁妇女，于当月17日发病、21日送院，此后于当月22日死亡。
2021年12月11日，中華人民共和國广东省卫生健康委2021年12月11日通报稱，惠州市报告1例H5N6病例，患者為一位68歲的惠州男子。同日，香港卫生署发表文章称，日前接内地通报一例H5N6感染个案，该個案涉及一名居於廣東省惠州市的68歲男子，家中有飼養家禽。该男子於12月3日出現病徵，並於12月7日入院接受治療。截止香港卫生署发稿时，该男子病況危殆。香港卫生署称其正密切監察該個案，並再次呼籲市民，不論在本地或外遊期間，應時刻保持個人、食物和環境衞生。